# 第7偵察隊
第7偵察隊（だいななていさつたい、JGSDF 7th Reconnaissance Unit）は、陸上自衛隊東千歳駐屯地（北海道千歳市）に駐屯する第7師団隷下の機甲科（偵察）部隊である。

## 概要
隊長は2等陸佐が充てられ、第7師団の情報収集専任部隊として第7師団の行動に必要な情報を、戦車、偵察警戒車、軽装甲機動車や偵察用オートバイなどの車両や各種偵察用器材を使用して情報収集する任務にあたる。
陸上自衛隊の偵察部隊としては、唯一戦車を装備する部隊であり、また迫撃砲を装備する迫撃砲分隊を編制しており、陸上自衛隊最大の戦闘能力を有する偵察隊となっている。

## 沿革
第7偵察中隊
- 1956年（昭和31年）
  - 1月25日：第7偵察中隊が名寄駐屯地において編成。第7混成団に隷属。
  - 2月1日：第7偵察中隊が名寄駐屯地から真駒内駐屯地へ移駐。
- 1960年（昭和35年）10月    ：60式装甲車、60式自走81mm迫撃砲の装備を開始。

第7偵察隊
- 1961年（昭和36年）2月28日：第7混成団の機械化改編に伴い、第7偵察中隊が第7偵察隊に改称。
- 1962年（昭和37年）1月10日：第7偵察隊が真駒内駐屯地から東千歳駐屯地へ移駐。
- 1964年（昭和39年）12月    ：M41軽戦車を装備開始。
- 1978年（昭和53年）8月     ：74式戦車を装備開始。
- 1981年（昭和56年）3月25日：第7師団の機甲化改編に伴い、強化改編。
- 1989年（平成元年）3月     ：87式偵察警戒車を装備開始。
- 2000年（平成12年）3月28日：

1. 第3戦闘偵察小隊をコア化。
2. 後方支援体制変換に伴い、整備部門を第7後方支援連隊第2整備大隊偵察直接支援隊へ移管｡

- 2013年（平成25年）12月    ：90式戦車を装備開始[1]。
- 2014年（平成26年）3月26日：即応予備自衛官訓練を終了しフル化改編。

## 部隊編成
- 第7偵察隊本部
- 第7偵察隊本部付隊
  - 付隊本部
  - 空中偵察班
  - 管理班
  - 衛生班
- 電子偵察小隊
  - 小隊本部
  - レーダ班：85式地上レーダ装置 JTPS-P11、
  - センサ班：野戦情報探知装置 JGSQ-S2
- 第1戦闘偵察小隊（戦車2両、装甲車2両、迫撃砲からなる。）
  - 小隊本部
  - 戦車分隊：90式戦車
  - 小銃分隊：73式装甲車
  - 迫撃砲分隊
- 第2戦闘偵察小隊（戦車2両、装甲車2両、迫撃砲からなる。）
  - 小隊本部
  - 戦車分隊：90式戦車
  - 小銃分隊：73式装甲車
  - 迫撃砲分隊
- 第3戦闘偵察小隊（戦車2両、装甲車2両、迫撃砲からなる。）
  - 小隊本部
  - 戦車分隊：90式戦車
  - 小銃分隊：73式装甲車
  - 迫撃砲分隊
- 斥候小隊
  - 小隊本部
  - 斥候分隊：87式偵察警戒車

車両の部隊表示は、全て「7偵」

## 整備支援部隊
- 第7後方支援連隊第2整備大隊偵察直接支援隊「7後支-2整-偵」（東千歳駐屯地）：2000年（平成12年）3月28日から

## 主要装備
- 90式戦車
- 87式偵察警戒車
- 73式装甲車
- 82式指揮通信車
- 85式地上レーダ装置 JTPS-P11
- 野戦情報探知装置 JGSQ-S2
- 偵察用オートバイ
- 1/2tトラック / 73式小型トラック
- 1 1/2tトラック / 73式中型トラック
- 3 1/2tトラック / 73式大型トラック
- 軽雪上車
- 89式5.56mm小銃
- L16 81mm 迫撃砲

## 過去の装備
- M24軽戦車
- M41軽戦車
- 74式戦車
- 60式装甲車
- 60式自走106mm無反動砲
- 60式自走81mm迫撃砲
- 11.4mm短機関銃M3A1

## 災害派遣等
- 2000年（平成12年）3月：有珠山噴火による災害派遣
- 2004年（平成16年）1月：イラク人道復興支援活動に要員派遣
- 2011年（平成23年）3月 - 6月：東日本大震災による災害派遣活動